# Dürrröhrsdorf

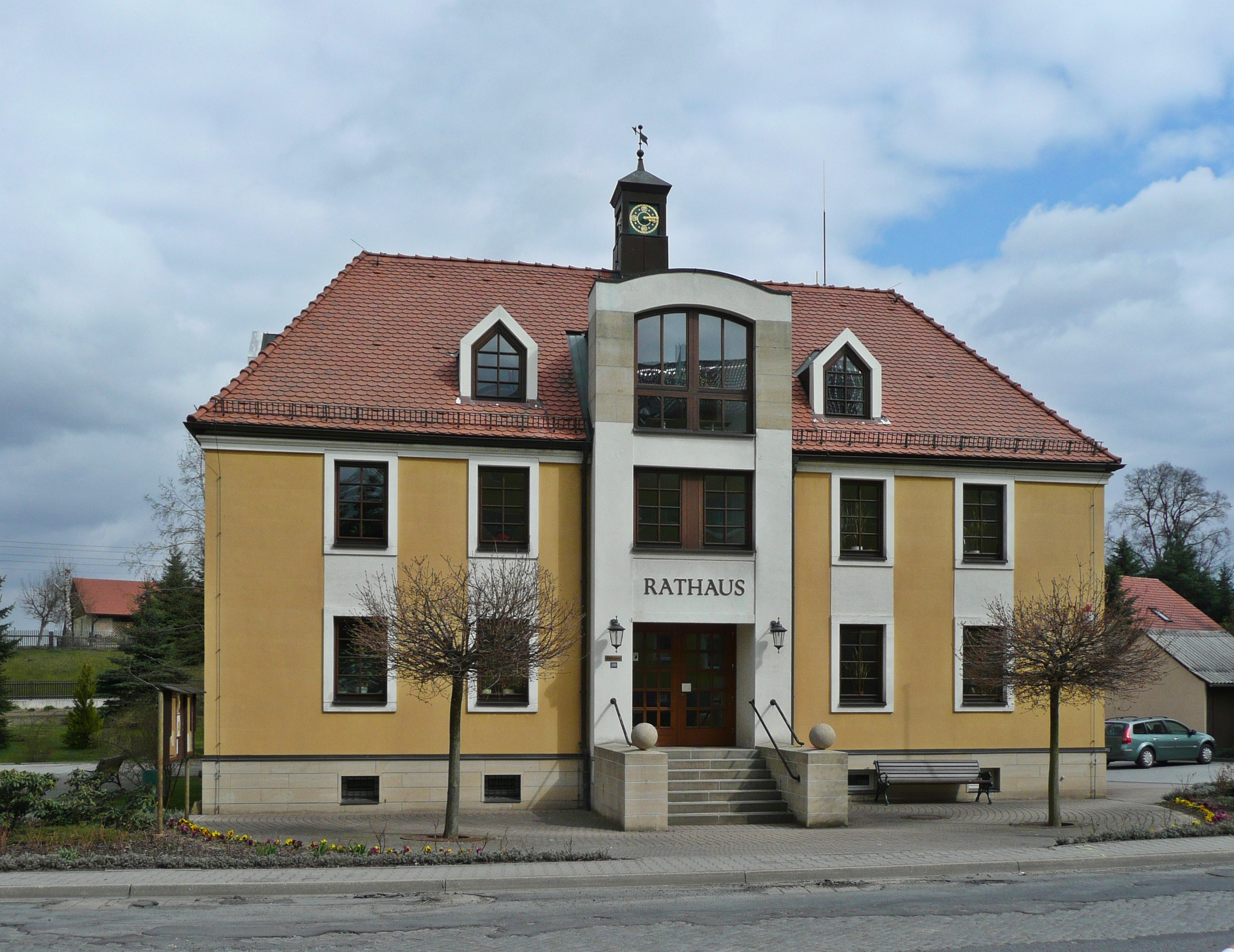
Das Rathaus von Dürrröhrsdorf-Dittersbach in Dürrröhrsdorf

Dürrröhrsdorf ist ein Ortsteil der Gemeinde Dürrröhrsdorf-Dittersbach, die zum Landkreis Sächsische Schweiz-Osterzgebirge in Sachsen gehört. Der Ort an der Wesenitz wurde 1247 erstmals als „Rudegersdorf“ erwähnt.

## Verkehr

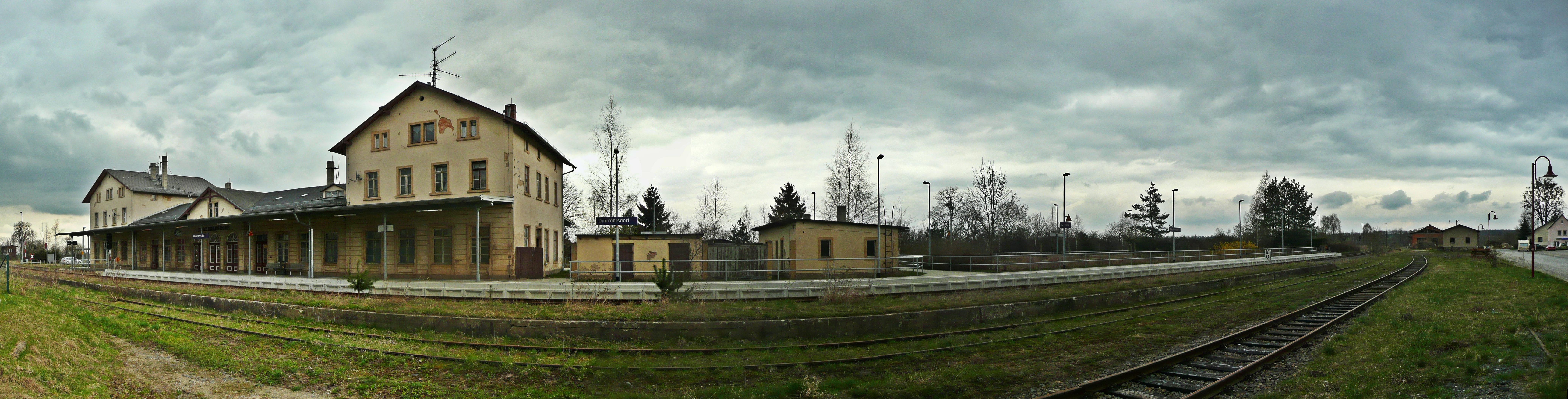
Bahnhof Dürrröhrsdorf

Der Bahnhof Dürrröhrsdorf liegt an der Bahnstrecke Kamenz–Pirna und an der Bahnstrecke Neustadt–Dürrröhrsdorf sowie früher an der Bahnstrecke Dürrröhrsdorf–Weißig.